# VOC-202012/01
Varijanta zabrinutosti 202012/01 (VOC-202012/01), prethodno poznata kao prva varijanta u istrazi u prosincu 2020. (VUI - 202012/01), a također i kao linija B. 1.1.7, inačica je SARS-CoV-2, virusa koji uzrokuje koronavirusnu bolest 2019. (COVID-19). Ova je varijanta prvi put otkrivena u listopadu 2020. godine tijekom pandemije COVID-19 u Ujedinjenom Kraljevstvu na uzorku uzetom prethodnog mjeseca, i brzo se počela širiti do sredine prosinca. Koreliran je sa značajnim porastom stope infekcije COVID-19 u Ujedinjenom Kraljevstvu; Smatra se da je ovo povećanje barem djelomično zbog promjene N501Y unutar domene vezivanja za receptor glikoproteina, koja je potrebna za vezanje na ACE2 u ljudskim stanicama.

## Otkriće
Nova varijanta otkrivena je početkom prosinca 2020. godine, kombinirajući podatke o genomu sa znanjem da stope zaraze u Kentu ne padaju unatoč nacionalnim ograničenjima.
Dva najranija genoma koja pripadaju liniji B.1.1.7 prikupljena su 20. rujna 2020. u Kentu i još jedan 21. rujna 2020. u Londonu. Te su sekvence predane u bazu podataka GISAID sekvenci (pristupi sekvenci EPI_ISL_601443 i EPI_ISL_581117). Od 15. prosinca u liniji B.1.1.7 bilo je 1623 genoma. Od njih je 519 uzorkovano u širem Londonu, 555 u Kentu, 545 u drugim regijama Velike Britanije, uključujući Škotsku i Wales, te 4 u drugim zemljama.
Traganje unatrag pomoću genetskih dokaza sugerira da se ova nova varijanta pojavila u rujnu 2020. godine, a zatim je kružila na vrlo niskim razinama u populaciji do sredine studenog. Porast slučajeva povezanih s novom varijantom prvi je put izašao na vidjelo krajem studenoga kada je Public Health England (PHE) istraživao zašto stopa infekcije u Kentu nije pala usprkos nacionalnim ograničenjima. PHE je tada otkrio nakupinu povezanu s ovom varijantom koja se brzo širila u London i Essex.
Iako je varijanta prvi put otkrivena u Kentu, možda se nikada neće znati odakle je nastala. Otkriće u Velikoj Britaniji može samo odraziti da Velika Britanija radi više redoslijeda od mnogih drugih zemalja. Pretpostavlja se da varijanta možda potječe od kronično zaražene osobe s oslabljenim imunitetom, što daje virusu dugo vremena da se replicira i razvija.